# L'Intrus (film, 2004)
Pour les articles homonymes, voir L'Intrus.
Pour plus de détails, voir Fiche technique et Distribution.
L'Intrus est un  film français de 2004 réalisé par Claire Denis. Il s'inspire de L'Intrus, un texte de Jean-Luc Nancy.

## Synopsis
À la veille d'une transplantation cardiaque, un homme malade décide de quitter la montagne où il mène une existence solitaire pour partir vers les îles à la recherche d'un passé et d'un paradis perdus.

## Fiche technique
- Réalisation : Claire Denis
- Premier assistant-réalisateur : Jean-Paul Allègre
- Scénario : Claire Denis, Jean-Pol Fargeau, d'après le livre de Jean-Luc Nancy
- Photographie : Agnès Godard
- Son : Jean-Louis Ughetto
- Musique : Stuart Staples
- Montage : Nelly Quettier
- Costumes : Judy Shrewsbury
- Production: Ognon Pictures, Arte France, Centre National de la Cinématographie (CNC), Conseil régional de Franche-Comté, Pusan Film Commission
- Producteurs : Humbert Balsan, Jean-Marie Gindraux, Jérôme Clément, Michel Reilhac
- Régie générale : Alexandre Meliava
- Distribution : Pyramide Distribution
- Durée : 2 h 10
- Dates de sortie : 9 septembre 2004 (Festival de Venise) - 5 mai 2005 (France)
- Date de sortie à la télévision : 19 avril 2005

## Distribution
- Michel Subor : Louis Trebor
- Grégoire Colin : Sidney, le fils de Trebor
- Katerina Golubeva : La jeune femme russe
- Bambou : La maîtresse de Louis
- Florence Loiret Caille : Antoinette
- Lolita Chammah : La sauvageonne
- Alex Descas : Le prêtre
- Dong-ho Kim : L'armateur
- Se-tak Chang : L'associé de l'armateur
- Hong-suk Park : L'homme du fish market
- Edwin Alin : Le patron de la quincaillerie
- Henri Tetainanuarii : Henri, l'ami polynésien
- Jean-Marc Teriipaia : Tony, le nouveau fils
- Anna Tetuaveroa : La mère
- Béatrice Dalle : « La reine de l'hémisphère nord »
- Grégory Montrichard : Le cavalier russe

## Tournage
Le film a été tourné :
- en Polynésie française à Papeete
- en Corée du Sud à Busan
- en Suisse à Genève
- dans le Jura